# Уваровка (Крым)
Ува́ровка (до 1948 года Бурна́ш; укр. Уварівка, крымскотат. Burnaş, Бурнаш) — село в Нижнегорском районе Республики Крым, центр Уваровского сельского поселения (согласно административно-территориальному делению Украины — Уваровского сельского совета Автономной Республики Крым).

## Население
| 2001 | 2014  |
| ---- | ----- |
| 1317 | ↘1136 |

Всеукраинская перепись 2001 года показала следующее распределение по носителям языка
| Язык             | Процент |
| ---------------- | ------- |
| русский          | 59.45   |
| крымскотатарский | 25.97   |
| украинский       | 12.07   |
| белорусский      | 1.75    |
| другие           | 0.15    |

### Динамика численности
| - 1805 год — 125 чел. - 1864 год — 45 чел. - 1889 год — 247 чел. - 1892 год — 71 чел. - 1900 год — 106 чел. - 1915 год — 12/198 чел. - 1926 год — 253 чел. | - 1939 год — 406 чел. - 1974 год — 1159 чел. - 1989 год — 1229 чел. - 2001 год — 1317 чел. - 2009 год — 1349 чел. - 2014 год — 1136 чел. |

## Современное состояние
На 2017 год в Уваровке числится 13 улиц; на 2009 год, по данным сельсовета, село занимало площадь 219,4 гектара на которой, в 420 дворах, проживало более 1,3 тысячи человек. В селе действует средняя школа-детский сад, амбулатория общей практики семейной медицины, церковь равноапостольной Марии Магдалины, отделение почты России, сельский дом
культуры библиотека-филиал № Уваровская библиотека-филиал № 19, храм равноап. Марии Магдалины и мечеть «Бурнаш джамиси». Уваровка связана автобусным сообщением с Симферополем, райцентром и соседними населёнными пунктами.

## География
Уваровка — село в центре района, в степном Крыму, на левом берегу реки Биюк-Карасу, у границы с Советским районом, высота центра села над уровнем моря — 21 м. Ближайшие сёла: Новоивановка на другом берегу реки, Семенное в 0,8 км на запад и Демьяновка Советского района в 1,5 км на юг. Расстояние до райцентра — около 8 километров (по шоссе), там же ближайшая железнодорожная станция — Нижнегорская (на линии Джанкой — Феодосия). Транспортное сообщение осуществляется по региональным автодорогам 35Н-382 Семенное — Уваровка и 35Н-370 Уваровка — Демьяновка (по украинской классификации — С-0-10926 и С-0-10914).

## История
Первое документальное упоминание села встречается в Камеральном Описании Крыма… 1784 года, судя по которому, в последний период Крымского ханства Борнаш входил в Насывский кадылык Карасъбазарскаго каймаканства. После присоединения Крыма к России (8) 19 апреля 1783 года, (8) 19 февраля 1784 года, именным указом Екатерины II сенату, на территории бывшего Крымского Ханства была образована Таврическая область и деревня была приписана к Левкопольскому, а после ликвидации в 1787 году Левкопольского — к Феодосийскому уезду Таврической области. После Павловских реформ, с 1796 по 1802 год, входила в Акмечетский уезд Новороссийской губернии. По новому административному делению, после создания 8 (20) октября 1802 года Таврической губернии, Бурнаш был включён в состав Урускоджинской волости Феодосийского уезда.
По Ведомости о числе селении, названиях оных, в них дворов… состоящих в Феодосийском уезде от 14 октября 1805 года , в деревне Бурнаш числилось 11 дворов и 125 жителей. На военно-топографической карте генерал-майора Мухина 1817 года деревня Бурнаш обозначена с 14 дворами. После реформы волостного деления 1829 года Бурнаш, согласно «Ведомости о казённых волостях Таврической губернии 1829 года», отнесли к Бурюкской волости (переименованной из Урускоджинской). На карте 1836 года в деревне 29 дворов, как и на карте 1842 года.
В 1860-х годах, после земской реформы Александра II, деревню приписали к Шейих-Монахской волости. Согласно «Списку населённых мест Таврической губернии по сведениям 1864 года», составленному по результатам VIII ревизии 1864 года, Бурнаш — владельческая татарская деревня с 10 дворами и 45 жителями и мечетью при реке Биюк-Кара-Су. На трёхверстовой карте Шуберта 1865—1876 года деревня Бурнаш обозначена с 16 дворами. По «Памятной книге Таврической губернии 1889 года», по результатам Х ревизии 1887 года, в деревне Бурнаш числилось 50 дворов и 247 жителей. По «…Памятной книжке Таврической губернии на 1892 год» в безземельной деревне Бурнаш, не входившей ни в одно сельское общество, был 71 житель, у которых домохозяйств не числилось.
После земской реформы 1890-х годов деревню приписали к Андреевской волости. По «…Памятной книжке Таврической губернии на 1900 год» в деревне Бурнаш, входившей в Айкишское сельское общество, числилось 106 жителей в 34 дворах. По Статистическому справочнику Таврической губернии. Ч.II-я. Статистический очерк, выпуск пятый Феодосийский уезд, 1915 год, в селе Бурнаш Андреевской волости Феодосийского уезда числилось 66 дворов (2 дворов с землёй, 34 — безземельные) с татарским населением в количестве 12 человек приписных жителей и 198 — «посторонних», из которых 117 мужчин и 93 женщины. Жители владели 873 десятинами удобной земли. В хозяйствах имелось 84 лошади, 34 вола и 22 коровы.
После установления в Крыму Советской власти, по постановлению Крымревкома № 206 «Об изменении административных границ» от 8 января 1921 года была упразднена волостная система и село вошло в состав Ичкинского района Феодосийского уезда, а в 1922 году уезды получили название округов. 11 октября 1923 года, согласно постановлению ВЦИК, в административное деление Крымской АССР были внесены изменения, в результате которых округа были отменены, Ичкинский район упразднили, включив в состав Феодосийского в состав которого включили и село. Согласно Списку населённых пунктов Крымской АССР по Всесоюзной переписи 17 декабря 1926 года, в селе Бурнаш, Желябовского сельсовета Феодосийского района, числился 61 двор, все крестьянские, население составляло 253 человека, из них 146 татар, 71 русский, 22 украинца, 8 немцев, 6 армян, действовала татарская школа I ступени (пятилетка) (русские дети обучались в Новоивановской начальной школе). Постановлением ВЦИК «О реорганизации сети районов Крымской АССР» от 30 октября 1930 года был создан Сейтлерский район (по другим сведениям 15 сентября 1931 года) и село передали в его состав. По данным всесоюзная перепись населения 1939 года в селе проживало 406 человек.
В 1944 году, после освобождения Крыма от фашистов, согласно Постановлению ГКО № 5859 от 11 мая 1944 года, 18 мая крымские татары были депортированы в Среднюю Азию. 12 августа 1944 года было принято постановление № ГОКО-6372с «О переселении колхозников в районы Крыма» и в сентябре 1944 года в район приехали первые новосёлы (320 семей) из Тамбовской области, а в начале 1950-х годов последовала вторая волна переселенцев из различных областей Украины. С 25 июня 1946 года Бурнаш в составе Крымской области РСФСР. Указом Президиума Верховного Совета РСФСР от 18 мая 1948 года, Бурнаш переименовали в Уваровку (по проежнему месту жительства переселенцев, прибывших из Уваровского района Тамбовской области). В 1950 году местные колхозы были слиты в колхоз им. Сталина, в 1961 году переименованный в им. Кирова. 26 апреля 1954 года Крымская область была передана из состава РСФСР в состав УССР. Время включения в Новоивановский сельсовет пока не установлено: на 15 июня 1960 года село уже числилось в его составе, как и время образования местного сельсовета — на 1968 год он уже существовал. По данным переписи 1989 года в селе проживало 1229 человек. С 12 февраля 1991 года село в восстановленной Крымской АССР, 26 февраля 1992 года переименованной в Автономную Республику Крым. С 21 марта 2014 года в составе Крыма аннексирована Россией.

### Бурнаш армянский
Бурнаш армянский встречается только в Списке населённых пунктов Крымской АССР по Всесоюзной переписи 17 декабря 1926 года, согласно которому в селе Желябовского сельсовета числилось 19 дворов, все крестьянские, население составляло 90 человек, из них 83 армянина и 7 русских. Более ни в каких доступных источниках селение не встречается — вероятно, это были части одного села, разделённые административно.